# Mikael Ohlsson
Anders Bertil Mikael Ohlsson, född 27 december 1957 i Linköping, är en svensk företagsledare.
Mikael Ohlsson utbildade sig i industriell ekonomi på Linköpings tekniska högskola. Han började som student arbeta på  mattavdelningen i Ikeas varuhus i Linköping 1979 och arbetade inom Ikea fram till 1999. Han har bland annat varit varuhuschef i Sundsvall från 1982, marknadschef för svenska Ikea, chef för Ikea i Belgien och i Kanada , chef för sortimentsföretaget Ikea of Sweden 1995-2000 samt chef för Ikeas sydeuropeiska och nordamerikanska verksamhet 2000-09.
Mikael Ohlsson är chef för Ikeakoncernen sedan september 2009, då han efterträdde Anders Dahlvig.